# FC Trinity Zlín
Az FC Trinity Zlín cseh labdarúgócsapat Zlín városában, Morvaországban. A klub több szezont töltött hazája élvonalában: a csehszlovák ligában és a Gambrinus ligában. Jelenleg a  cseh élvonal tagjai.

## Története
A klubot 1919-ben alapították, 1938 és 1947 között szerepelt az élvonalban, mielőtt kizárták az eredmények manipulásának köszönhetően. A klub ezután csak elszórva szerepelt az élvonalban, mindössze négy szezont töltött ott a különálló cseh bajnokság 1993-as létrejötte előtt. A klub három évet töltött a Gambrinus ligában, mielőtt visszatért a másodosztályba 1996-ban. Miután 2002-ben visszajutott az első osztályba, a csapat néhány magabiztos szereplést mutatott be: kétszer (2003, 2004) lettek hetedikek, a 2007–2008-as szezonban pedig a nyolcadik helyen végeztek.
A 2008–09-es szezon kezdetén a  csapat az első 16 meccsén mindössze 9 pontot szerzett. A csapat harcolt a szezon végéig a kiesés ellen, volt egy hatmeccses veretlenségi szériájuk öt győzelemmel. Meg kellett nyerniük szezonzáró meccsüket az FK Baumit Jablonec ellen, hogy bentmaradjanak, de már két perc után hátrányban voltak, félidőben 5–1-re vezetett a Baumit, a vége 6–1 lett, a legnagyobb vereségük a bajnokságban 62 év óta, és hét év élvonalbeli szereplés után elbúcsúztak a Gambrinus ligától. A 2010–2011-es cseh 2. Ligát sorozatban négy győztes meccsel, a következő szezont hat győztes meccsel indították az MFK Karviná elleni vereség előtt a 2011–2012-es cseh 2. Ligában, habár nem sikerült ezt a kiváló formát fenntartani végig e két szezonban, 11., és 10. helyen végeztek. A klub a 2012–2013-as cseh 2. Liga kezdetén megváltoztatta a csapat nevét, lecserélte az edzőt és a csapatkapitányt.  Aleš Křeček lett az új tréner, Tomáš Polách lett a csapatkapitány, és egy öt évre szóló megállapodást írtak alá a Fastav vállalattal, az addig a Tescoma által szponzorált klub új neve FC Fastav Zlín lett. 2017-ben a klub megnyerte a cseh kupát, így a 2017-2018-as szezonban az Európa Liga csoportkörében szerepelhettek.

## A klub korábbi nevei
Zárójelben a teljes csapatnév található.
- 1919 – SK Zlín (Sportovní klub Zlín)
- 1922 – SK Baťa Zlín (Sportovní klub Baťa Zlín)
- 1948 – SK Botostroj I. Zlín (Sportovní klub Botostroj I. Zlín)
- 1958 – TJ Gottwaldov (Tělovýchovná jednota Gottwaldov) – sloučení Spartaku a Jiskry
- 1989 – SK Zlín (Sportovní klub Zlín)
- 1990 – FC Svit Zlín (Football Club Svit Zlín, a.s.)
- 1996 – FC Zlín (Football Club Zlín, a.s.)
- 1997 – FK Svit Zlín (Fotbalový klub Svit Zlín, a.s.)
- 2001 – FK Zlín (Fotbalový klub Zlín, a.s.)
- 2002 – FC Tescoma Zlín (Football Club Tescoma Zlín, a.s.)
- 2012 – FC Fastav Zlín (Football Club Fastav Zlín, a.s.)
- 2022 – FC Trinity Zlín (Football Club Trinity Zlín, a.s.)

## Játékosok

### Jelenlegi keret
2013. augusztus 13. szerint
| #  |     | Poszt | Név             |
| -- | --- | ----- | --------------- |
| 1  | CZE | K     | Jakub Zapletal  |
| 2  | CZE | V     | Michal Malý     |
| 3  | CZE | KP    | Martin Hruška   |
| 4  | CZE | V     | David Hubáček   |
| 5  | CZE | V     | Zdeněk Kroča    |
| 6  | CZE | KP    | Pavol Ruskovsky |
| 7  | CZE | CS    | Lukáš Železník  |
| 8  | CZE | CS    | Štěpán Červenka |
| 9  | CZE | KP    | Lukáš Holík     |
| 10 | CZE | CS    | Tomáš Poznar    |
| 11 | CZE | KP    | Lukáš Salachna  |

| #  |     | Poszt | Név               |
| -- | --- | ----- | ----------------- |
| 12 | CZE | KP    | Pavel Elšík       |
| 14 | CZE | CS    | Nikola Višněvský  |
| 17 | CZE | K     | Stanislav Dostál  |
| 18 | CZE | V     | Tomáš Hájek       |
| 19 | CZE | CS    | Petr Kurtin       |
| 20 | CZE | KP    | Lukáš Pazdera     |
| 21 | CZE | KP    | Tomáš Polách      |
| 23 | CZE | V     | Pavel Malcharek   |
| 25 | CZE | V     | Robert Bartolomeu |
| 26 | CZE | KP    | Radim Bublák      |
| 27 | CZE | V     | Lubomír Kubica    |

### Ismertebb korábbi játékosok
Az összes Wikipedia-szócikkel rendelkező játékos megtalálható a Kategória:Az FC Zlín labdarúgói lap alatt
- Zdeněk Nehoda
- Svatopluk Pluskal

## Edzők
- Oldřich Šubrt (1970-1971)
- Petr Uličný (1990-1994)
- Jozef Adamec (1994-1995)
- Igor Štefanko (1995)
- Verner Lička (1995-1996)
- František Komňacký (2001–2002)
- Vlastislav Mareček (2002–2004)
- Vlastimil Palička (2004)
- Pavel Hapal (2004–2005)
- Lubomír Blaha (2005–2006)
- Petr Uličný (2006)
- Pavel Hoftych (2006–2008)
- Josef Mazura (2008)
- Ladislav Minář (2008–2010)
- Marek Kalivoda (2010–2011)
- Alois Skácel (2011–2012)
- Aleš Křeček (2012)
- Marek Kalivoda (2012–)

## Hazai szereplés
| - 1982–1991 1.ČNL (másodosztály) - 1991–1993 ČMFL (másodosztály) - 1993–1996 Gambrinus liga - 1996–2002 Cseh 2. Liga - 2002–2009 Gambrinus liga - 2009– Czech 2. Liga |

- Első osztályú szezonok a cseh bajnoki rendszerben: 10
- Másodosztályú szezonok a cseh bajnoki rendszerben: 22
- Harmadosztályú szezonok a cseh bajnoki rendszerben: 0
- Negyedosztályú szezonok a cseh bajnoki rendszerben: 0

### Csehország
| Szezon    | Bajnokság | Helyezés | M  | Gy | D  | V  | RG | KG | GK  | P  | Kupa         |
| --------- | --------- | -------- | -- | -- | -- | -- | -- | -- | --- | -- | ------------ |
| 1993–1994 | 1. liga   | 11.      | 30 | 10 | 7  | 13 | 37 | 48 | –11 | 37 | Nyolcaddöntő |
| 1994–1995 | 1. liga   | 14.      | 30 | 8  | 6  | 16 | 21 | 40 | –19 | 30 | Nyolcaddöntő |
| 1995–1996 | 1. liga   | 15.      | 30 | 6  | 9  | 15 | 17 | 38 | –21 | 27 | Legjobb 32   |
| 1996–1997 | 2. liga   | 3.       | 30 | 12 | 12 | 6  | 55 | 33 | +22 | 48 | Első kör     |
| 1997–1998 | 2. liga   | 5.       | 28 | 10 | 13 | 5  | 42 | 27 | +15 | 43 | Legjobb 32   |
| 1998–1999 | 2. liga   | 8.       | 30 | 10 | 6  | 14 | 26 | 33 | –7  | 36 | Legjobb 32   |
| 1999–2000 | 2. liga   | 8.       | 30 | 10 | 11 | 9  | 34 | 33 | +11 | 41 | Nyolcaddöntő |
| 2000–2001 | 2. liga   | 5.       | 30 | 13 | 10 | 7  | 40 | 23 | +17 | 49 | Legjobb 64   |
| 2001–2002 | 2. liga   | 2.       | 30 | 18 | 10 | 2  | 56 | 24 | +32 | 64 | Nyolcaddöntő |
| 2002–2003 | 1. liga   | 7.       | 30 | 11 | 9  | 10 | 34 | 41 | –7  | 42 | Elődöntő     |
| 2003–2004 | 1. liga   | 7.       | 30 | 12 | 5  | 13 | 31 | 39 | –8  | 41 | Nyolcaddöntő |
| 2004–2005 | 1. liga   | 10.      | 30 | 7  | 12 | 11 | 29 | 35 | –6  | 33 | Nyolcaddöntő |
| 2005–2006 | 1. liga   | 11.      | 30 | 8  | 11 | 11 | 27 | 33 | –6  | 35 | Legjobb 32   |
| 2006–2007 | 1. liga   | 13.      | 30 | 5  | 12 | 13 | 21 | 34 | –13 | 27 | Elődöntő     |
| 2007–2008 | 1. liga   | 8.       | 30 | 10 | 8  | 12 | 28 | 31 | –3  | 38 | Legjobb 64   |
| 2008–2009 | 1. liga   | 15.      | 30 | 7  | 8  | 15 | 26 | 49 | –23 | 29 | Nyolcaddöntő |
| 2009–2010 | 2. liga   | 3.       | 30 | 17 | 5  | 8  | 49 | 33 | +16 | 56 | Legjobb 32   |
| 2010–2011 | 2. liga   | 11.      | 30 | 11 | 5  | 14 | 46 | 45 | +1  | 38 | Első kör     |
| 2011–2012 | 2. liga   | 10.      | 30 | 9  | 9  | 12 | 28 | 36 | –8  | 36 | Első kör     |
| 2012–2013 | 2. liga   | 6.       | 30 | 14 | 6  | 10 | 49 | 37 | +12 | 48 | Legjobb 32   |
| 2013–2014 | 2. liga   | 11.      | 30 | 10 | 7  | 13 | 33 | 30 | +3  | 37 | Legjobb 32   |

## Sikerek
- Csehszlovák labdarúgókupa

Győztesek: 1970

## Fordítás
Ez a szócikk részben vagy egészben  a   FC Fastav Zlín című angol Wikipédia-szócikk ezen változatának fordításán alapul.  Az eredeti cikk szerkesztőit annak laptörténete sorolja fel. Ez a jelzés csupán a megfogalmazás eredetét és a szerzői jogokat jelzi, nem szolgál a cikkben szereplő információk forrásmegjelöléseként.

## Külső hivatkozások
- Hivatalos weboldal